# Adršpach
Adršpach (deutsch Adersbach) ist eine Gemeinde im Okres Náchod an der Landesgrenze zu Polen. Sie liegt 14 Kilometer westlich von Broumov.

## Geographie
Adršpach liegt am Adršpašský potok im Braunauer Bergland im Norden der Adersbach-Weckelsdorfer Felsenstadt. Westlich erstreckt sich die zum Habichtsgebirge gehörige Závora (Qualischer Riegel). Im Osten erhebt sich der Křížový vrch (Holsterberg, 667 m n.m.).
Nachbarorte sind Libná im Norden, Zdoňov im Nordosten, Horní Teplice (Oberweckelsdorf) im Osten, Teplice nad Metují im Südosten und Hodkovice im Südwesten. Jenseits der Grenze zu Polen, die im Nordwesten verläuft, liegen Okrzeszyn und Uniemyśl im Westen sowie Błażejów, Chełmsko Śląskie und Wójtowa (Vogtsdorf) im Nordwesten.

## Geschichte

Adersbach mit Schloss und Felsenstadt

Adersbach entstand vermutlich im 13. Jahrhundert im Zuge der Kolonisierung des Braunauer Landes. Die gleichnamige Burg wurde erstmals 1348 erwähnt und war 1354 im Besitz des Hanuš von Dubá auf Adersbach. Dessen Nachkommen errichteten unweit der Burg, die nach den Hussitenkriegen als Raubritternest von den Schlesiern zerstört worden war, ein Kastell. Peter von Dubá verkaufte Adersbach zusammen mit den Burgbezirken Rýzmburk und Skály 1534 dem Johann von Pernstein, der im selben Jahr von seinem Bruder Vojtěch von Pernstein die Herrschaft Nachod geerbt hatte. 1543 verkaufte er die Herrschaften Skalý und Rýzmburk und ein Jahr später die gesamte Herrschaft Nachod den Smiřický von Smiřice. Im selben Jahr wurde Adersbach in die Dorfschaften Nieder- und Oberadersbach geteilt. 1577 war es im Besitz des Adam Bohdanecký von Hodkov, der das Kastell 1577–1580 zu einem Renaissance-Schloss umbauen ließ.  Nach häufigen Besitzerwechseln gelangte Adersbach an Johann Nádherný, bei dessen Nachkommen es bis 1948 verblieb.
Nach Aufhebung der Patrimonialherrschaften gehörte Adersbach zur Bezirkshauptmannschaft Braunau. Seit dem 19. Jahrhundert entwickelte es sich wegen der benachbarten Felsenstadt, die 1790 von Johann Wolfgang von Goethe besucht wurde, zu einem beliebten Ausflugsort. Die Zahl der Einwohner betrug im Jahr 1900: 1538 und im Jahr 1930: 1490, davon 1390 Deutsche.
Nach dem Münchner Abkommen 1938 wurden die überwiegend deutsch besiedelten Gemeinden Nieder Adersbach und Ober Adersbach dem Deutschen Reich zugeschlagen und gehörten bis 1945 zum Landkreis Braunau. In den Jahren 1945 und 1946 erfolgte die Vertreibung der deutschen Bewohner. Die Zahl der Einwohner ging deutlich zurück. Der letzte Besitzer des Schlosses war Constantin von Nádherny, der nach der kommunistischen Machtübernahme 1948 enteignet wurde und nach Österreich emigrierte. 1949 wurden Dolní Adršpach und Horní Adršpach zur Gemeinde Adršpach vereinigt. Zwischen 1976 und 1990 war Adršpach nach Teplice nad Metují eingemeindet.

## Ortsteile
Die Gemeinde Adršpach besteht aus den Ortsteilen und Katastralbezirken:
- Dolní Adršpach (Niederadersbach) mit Havraní Město (Krohstatt)
- Horní Adršpach (Oberadersbach) mit Krčmov (Feldkretschen)

## Bevölkerungsentwicklung
| Jahr      | 1869 | 1880 | 1890 | 1900 | 1910 | 1921 | 1930 | 1950 | 1961 | 1970 | 1980 | 1991 | 2001 | 2011 | 2021 |
| --------- | ---- | ---- | ---- | ---- | ---- | ---- | ---- | ---- | ---- | ---- | ---- | ---- | ---- | ---- | ---- |
| Einwohner | 1424 | 1674 | 1660 | 1538 | 1605 | 1449 | 1490 | 789  | 660  | 565  | 609  | 535  | 508  | 511  | 468  |

## Sehenswürdigkeiten

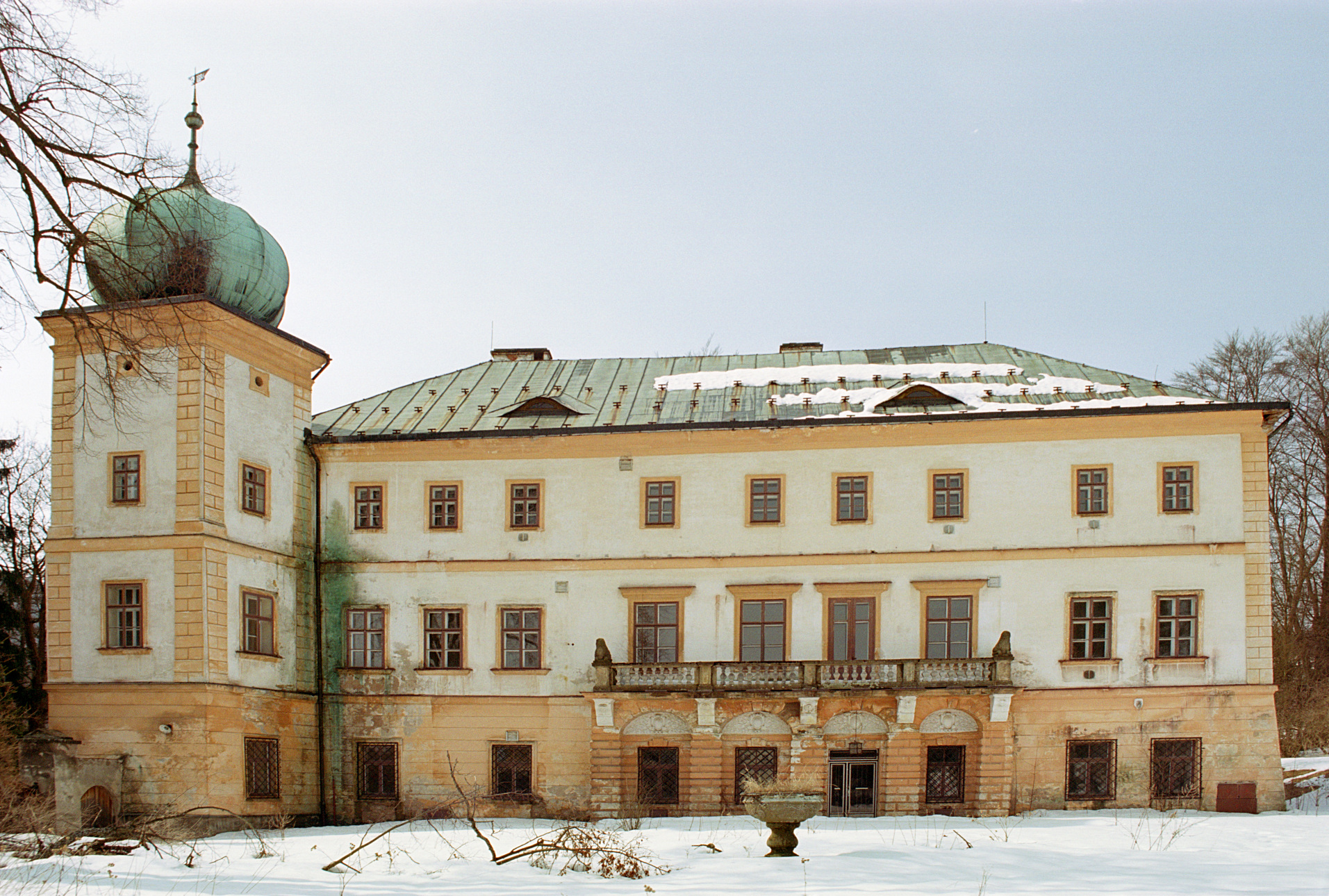
Schloss Adersbach

- Umlaufhof AdersbachIm Ortsteil Dolní Adršpach
  - Burg Adršpach

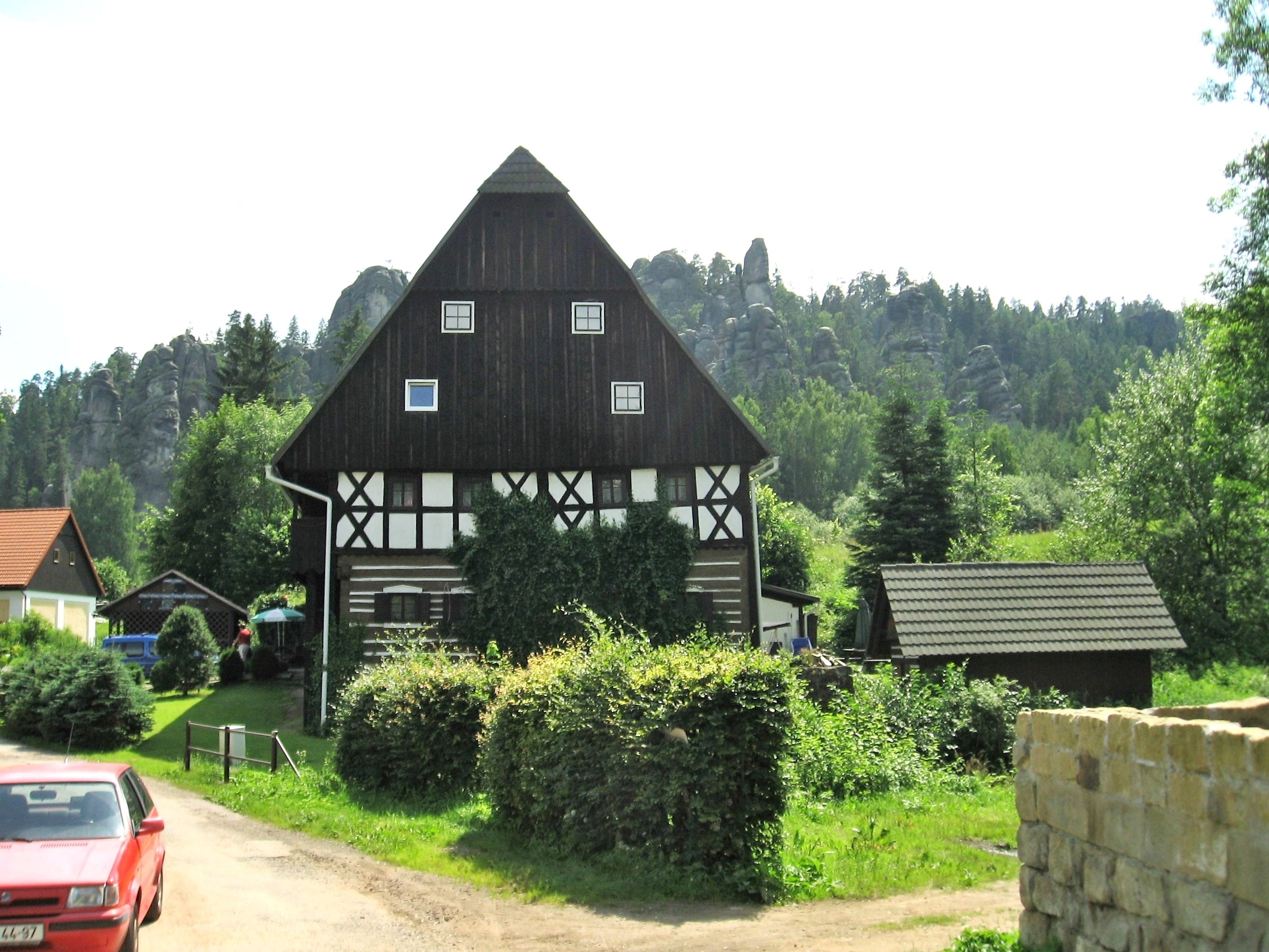
Umlaufhof Adersbach

  - Das Schloss Adršpach wurde 1577–1580 vom damaligen Grundherrn Adam Bohdanecký von Hodkov errichtet. Seit dem Jahr 2014 ist das Schloss wieder der Öffentlichkeit zugänglich. Neben einer Dauerausstellung zum Bergsteigen und zum Klettersport in der Tschechischen Republik finden dort wechselnde Ausstellungen statt.
  - Der sogenannte Umlaufhof wurde als Gerichtsgebäude 1670 errichtet. Er gehört zu den ältesten Fachwerkbauten der Region.
- Adersbach-Weckelsdorfer Felsenstadt
- Kreuzweg, gegenüber von der Felsenstadt

## Wirtschaft
In der Vergangenheit spielte der Leinen-Anbau und die Leinenverarbeitung in Adršpach eine große Rolle. Heute gibt es in Horní Adršpach ein Werk der deutschen Continental AG, die hier u. a. für die Automobil-Industrie Komplettsysteme für Autoscheinwerfer-Waschanlagen herstellt.